# Filialkirche Schönau an der Donau

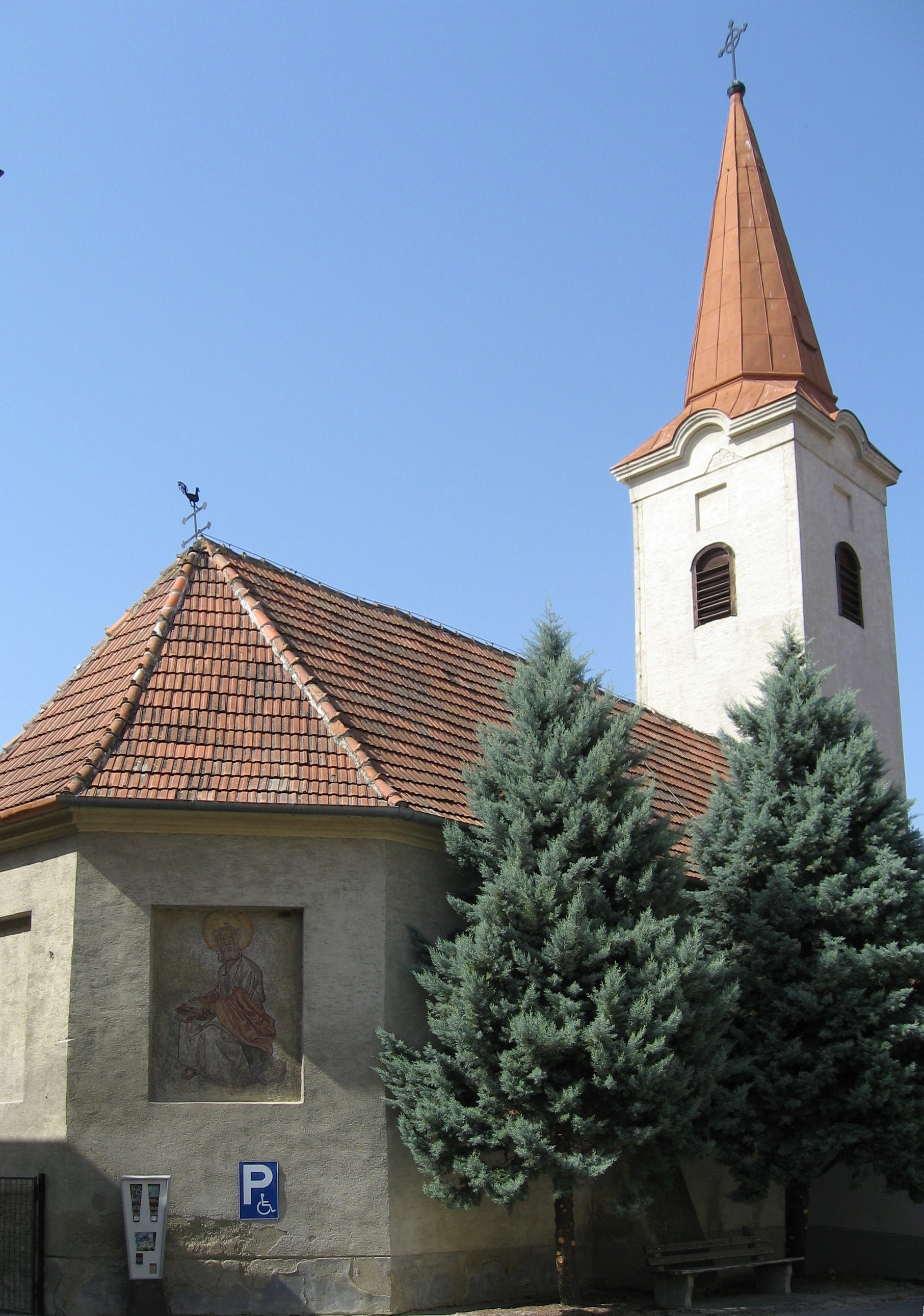
Filialkirche hl. Nikolaus in Schönau an der Donau

Die römisch-katholische Filialkirche Schönau an der Donau steht in der Ortschaft Schönau an der Donau in der Gemeinde Groß-Enzersdorf im Bezirk Gänserndorf in Niederösterreich. Sie ist dem heiligen Nikolaus geweiht und gehört zur Pfarre Probstdorf im Dekanat Marchfeld im Vikariat Unter dem Manhartsberg der Erzdiözese Wien. Das Bauwerk steht unter Denkmalschutz (Listeneintrag).

## Lagebeschreibung
Die Kirche liegt am südlichen Ortsende der Ortschaft Schönau an der Donau.

## Architektur

### Kirchenäußeres
Die Kirche ist ein schlichter barocker Bau aus dem Jahr 1768 mit Nordturm, der von einem Spitzgiebel bekrönt wird. Im Osten schließt ein kleiner Vorhallenbau mit Volutengiebel an die Kirche an.

### Kircheninneres
Das einschiffige, zweijochige Langhaus ist tonnengewölbt mit Stichkappen. Dazwischen befinden sich Gurtbögen, die auf flachen Wandvorlagen ruhen. Der Chor ist gleich breit wie das Langhaus und leicht gegenüber dem Kirchenschiff erhöht. Er schließt im 3/6-Schluss.

## Ausstattung
Der Hochaltar ist ein kleiner barocker Säulenaltar aus dem Jahr 1768. Das Altarbild zeigt den heiligen Nikolaus und wurde von Johann Cimbal gemalt. Das Bild wird von Figuren der Heiligen Petrus und Paulus flankiert. Die spätgotische Figur des heiligen Nikolaus stammt vom Ende des 15. Jahrhunderts. Die Glasfenster vom Anfang des 20. Jahrhunderts sind schlicht gestaltet.